# Cephalodella unguitata
Cephalodella unguitata är en hjuldjursart som beskrevs av Hauer 1935. Cephalodella unguitata ingår i släktet Cephalodella och familjen Notommatidae. Inga underarter finns listade i Catalogue of Life.